# Bakhargul Kerimova
Bakhargul Kerimova é uma escritora do Turquemenistão. Ela escreveu poesia e ficção durante sua carreira. Um livro de seus contos foi publicado em Asgabate em 1983, e um volume de sua poesia foi publicado em 1988. Ela permaneceu ativa na vida pública no Turquemenistão desde o colapso da União Soviética.